# 航空自衛隊第2術科学校
航空自衛隊第2術科学校（こうくうじえいたいだい2じゅつかがっこう、英称：2nd Technical School）は、静岡県浜松市の浜松基地に所在していた航空教育集団直轄の教育機関であった。2020年3月をもって航空自衛隊第1術科学校に統合され、廃止された。

## 概要
地上のレーダーや誘導武器・防空（高射）火器に関する術科の教育訓練を担当、レーダー部隊及び高射部隊(地対空誘導弾)の運用等に関する調査・研究も行っていた。

## 沿革
- 1954年（昭和29年）9月1日：「航空自衛隊通信学校」として浜松基地に設立
- 1959年（昭和34年）6月1日：「航空自衛隊第2術科学校」に改編
- 1989年（平成元年）3月16日：航空教育集団新編に伴い、同隷下に編入
- 2008年（平成20年）- 教育訓練用としてPAC-3の配備を開始[1]
- 2020年（令和02年）3月26日：組織改編により、航空自衛隊第1術科学校と統合され、当校は廃止[2]。

## 廃止時の組織編成
- 総務課
- 教務課
- 第1教育部
- 第2教育部
- 整備部
  - 計画課
  - 第1整備課
  - 第2整備課
- 学生隊

| 代                      | 氏名                 | 在任期間                | 出身校・期                         | 前職                                                          | 後職                                                                            |
| 航空自衛隊通信学校長    | 航空自衛隊通信学校長 | 航空自衛隊通信学校長    | 航空自衛隊通信学校長               | 航空自衛隊通信学校長                                          | 航空自衛隊通信学校長                                                            |
| ----------------------- | -------------------- | ----------------------- | ---------------------------------- | ------------------------------------------------------------- | ------------------------------------------------------------------------------- |
| 01                      | 水町勝城             | 1954.9.1 - 1955.9.19    | 陸士41期・ 陸大49期                | 航空幕僚監部付 →1955.2.16 空将補昇任                          | 航空自衛隊幹部学校長                                                            |
| 02                      | 佐藤欣重             | 1955.9.20 - 1958.5.22   | 海兵57期・ 海大39期                | 航空幕僚監部防衛部通信課長                                    | 航空幕僚監部技術部長                                                            |
| 03                      | 浦茂                 | 1958.5.23 - 1959.5.31   | 陸士44期                           | 航空幕僚監部防衛部防衛課長 →1958.3.1 航空集団司令部付         | 航空自衛隊第2術科学校長 兼 航空自衛隊第1術科学校長 兼 浜松南基地司令            |
| 航空自衛隊第2術科学校長 |                      |                         |                                    |                                                               |                                                                                 |
| 01                      | 浦 茂                | 1959.6.1 - 1959.7.31    | 陸士44期                           | 航空自衛隊通信学校長                                          | 航空幕僚監部付 →1960.12.1 航空幕僚監部装備部長                                  |
| 02                      | 布袋謙作             | 1959.8.1 - 1959.10.2    | 陸士43期・ 東京帝国大学 昭和14年卒 | 航空自衛隊第1補給処長 ※第1術科学校長兼任                      | 兼務解除                                                                        |
| 03                      | 渡邊初彦             | 1959.10.3 - 1961.1.15   | 海兵58期                           | 航空幕僚監部所属 防衛研修所派遣同所員                         | 航空幕僚監部人事教育部副部長                                                    |
| 04                      | 田中耕二             | 1961.2.1 - 1962.6.3     | 陸士45期・ 陸大52期                | 航空幕僚監部付 ※1962.4.2 - 4.6 第1術科学校長兼任              | 航空総隊司令部付 →1962.7.16 航空総隊司令部幕僚長                                |
| 05                      | 渡辺初彦             | 1962.6.4 - 1962.7.15    | 海兵58期                           | 航空自衛隊第1術科学校長（兼任）                               | 兼務解除                                                                        |
| 06                      | 奥宮正武             | 1962.7.16 - 1963.3.15   | 海兵58期                           | 第3航空団司令 兼 小牧基地司令                                 | 航空自衛隊幹部学校副校長 兼 市ヶ谷基地司令                                      |
| 07                      | 飯塚 洋              | 1963.3.16 - 1964.2.3    | 陸士43期・ 京都帝国大学 昭和13年卒 | 技術研究本部技術開発官                                        | 術科教育本部長 ※1964.2.4 - 7.15 第2術科学校長事務取扱                           |
| 08                      | 伊藤素衛             | 1964.7.16 - 1966.2.15   | 海兵59期                           | 第4航空団司令 兼 松島基地司令                                 | 術科教育本部付 →1966.2.23 退職                                                  |
| 09                      | 固武二郎             | 1966.2.16 - 1969.2.16   | 陸士48期・ 陸大60期                | 中部航空警戒管制団司令 兼 入間基地司令                        | 航空幕僚監部付 →1969.3.31 退職（空将昇任）                                      |
| 10                      | 佐久間武             | 1969.2.17 - 1970.12.15  | 海兵66期                           | 西部航空警戒管制団司令 兼 春日基地司令                        | 航空幕僚監部付 →1971.3.1 退職                                                   |
| -                       | 東 新九郎            | 1970.12.16 - 1971.2.15  | 陸士53期                           | 職務代理（本務：第2術科学校副校長）                           | 職務代理（本務：第2術科学校副校長）                                             |
| 11                      | 山田隆二             | 1971.2.16 - 1972.1.31   | 陸士53期                           | 北部航空警戒管制団司令 兼 三沢基地司令                        | 航空総隊司令部付 →1972.5.25 西部航空方面隊司令部付 →1972.8.1 臨時那覇派遣隊司令 |
| 12                      | 崎山周次             | 1972.2.16 - 1973.9.30   | 海機49期                           | 防衛研修所所員 兼 防衛研修所主任所員                          | 航空幕僚監部付 →1974.1.1 退職（空将昇任）                                       |
| 13                      | 名倉 司              | 1973.10.1 - 1975.2.16   | 海兵70期                           | 航空幕僚監部人事教育部副部長                                  | 術科教育本部幹事                                                                |
| 14                      | 諸江義厚             | 1975.2.17 - 1976.8.1    | 陸士56期                           | 航空幕僚監部防衛部施設課長                                    | 航空幕僚監部付 →1977.1.1 退職                                                   |
| 15                      | 十時正敏             | 1976.8.2 - 1978.3.16    | 海兵72期                           | 中央航空通信群司令                                            | 航空幕僚監部付 →1978.7.1 退職                                                   |
| 16                      | 津田治男             | 1978.3.16 - 1981.3.15   | 陸士59期                           | 航空自衛隊第2術科学校副校長 →1979.1.1 空将補昇任              | 航空幕僚監部付 →1981.7.1 退職                                                   |
| 17                      | 正司 宏              | 1981.3.16 - 1982.3.15   | 明治工専・ 5期幹候（陸）           | 第3航空団副司令 →1981.10.1 空将補昇任                         | 保安管制気象団副司令                                                            |
| 18                      | 山下和男             | 1982.3.16 - 1983.7.31   | 第七高等学校 昭和25年卒            | 航空自衛隊第4補給処副処長                                     | 航空幕僚監部付 →1983.11.16 退職                                                 |
| 19                      | 木野順三             | 1983.8.1 - 1985.7.31    | 鹿児島大学・ 7期幹候               | 西部航空警戒管制団司令 兼 春日基地司令                        | 航空自衛隊幹部学校研究部長                                                      |
| 20                      | 丸山作次郎           | 1985.8.1 - 1987.7.6     | 学習院大学・ 3期幹候               | 保安管制気象団副司令                                          | 退職                                                                            |
| 21                      | 田中憲明             | 1987.6.16 - 1989.9.18   | 防大1期                            | 西部航空警戒管制団司令 兼 春日基地司令                        | 退職                                                                            |
| 22                      | 田中厚彦             | 1989.10.17 - 1992.3.15  | 防大4期                            | 中部航空警戒管制団司令 兼入間基地司令                         | 航空幕僚監部付 →1992.4.1 退職                                                   |
| 23                      | 早瀬洋一             | 1992.3.16 - 1993.6.30   | 防大6期                            | 航空総隊司令部幕僚長                                          | 航空自衛隊補給本部幹事                                                          |
| 24                      | 村木裕世             | 1993.7.1 - 1996.7.1     | 防大7期                            | 技術研究本部技術開発官（航空機担当）付 次期支援戦闘機開発室長 | 退職                                                                            |
| 25                      | 小林貞雄             | 1996.7.1 - 1998.6.30    | 防大9期                            | 航空幕僚監部技術部長                                          | 技術研究本部航空機開発官                                                        |
| 26                      | 高橋健才             | 1998.7.1 - 2000.6.29    | 防大16期                           | 航空幕僚監部人事教育部教育課長                                | 南西航空混成団副司令                                                            |
| 27                      | 山本修三             | 2000.6.30 - 2001.12.2   | 神奈川大学・ 52期幹候              | 航空開発実験集団司令部幕僚長                                  | 退職                                                                            |
| 28                      | 正岡富士夫           | 2001.12.3 - 2003.6.30   | 防大15期                           | 防衛研究所第1研究部第4研究室長                                | 中部航空警戒管制団司令 兼 入間基地司令                                          |
| 29                      | 中川隆夫             | 2003.7.1 - 2005.7.27    | 防大18期                           | 北部航空警戒管制団司令                                        | 航空自衛隊第1補給処長 兼 木更津基地司令                                         |
| 30                      | 井上 勝              | 2005.7.28 - 2007.7.31   | 防大19期                           | 南西航空警戒管制隊司令                                        | 航空自衛隊幹部候補生学校長 兼 奈良基地司令                                      |
| 31                      | 小嶋信義             | 2007.8.1 - 2008.11.30   | 防大24期                           | 航空幕僚監部運用支援・情報部情報課長                          | 航空自衛隊第3補給処長                                                           |
| 32                      | 小野賀三             | 2008.12.1 - 2010.7.25   | 防大26期                           | 航空幕僚監部防衛部装備体系課長                                | 航空自衛隊第1補給処長 兼 木更津基地司令                                         |
| 33                      | 高辻成次             | 2010.7.26 - 2013.3.27   | 富山大学・ 72期幹候                | 航空開発実験集団司令部幕僚長                                  | 退職                                                                            |
| 34                      | 松谷淳一             | 2013.3.28 - 2014.12.14  | 同志社大学・ 73期幹候              | 航空幕僚監部首席法務官                                        | 航空自衛隊第2補給処長 兼 岐阜基地司令                                           |
| 35                      | 西谷浩一             | 2014.12.15 - 2016.6.30  | 防大31期                           | 航空自衛隊第4補給処長                                         | 防衛監察本部監察官                                                              |
| 36                      | 佐藤幸喜             | 2016.7.1 - 2017.12.19   | 防大30期                           | 航空幕僚監部総務部総務課長                                    | 航空安全管理隊司令                                                              |
| 37                      | 山倉幸也             | 2017.12.20 - 2018.12.19 | 防大30期                           | 統合幕僚学校副校長                                            | 退職                                                                            |
| 末                      | 倉本昌弘             | 2018.12.20 - 2020.3.25  | 防大37期                           | 航空幕僚監部人事教育部厚生課長                                | 航空自衛隊第3補給処長                                                           |